# Tekla Rapacka
Tekla Rapacka z Kozłowskich (ur. 1799 w Mokrzycach w powiecie pułtuskim, zm. 12 stycznia 1883 w Warszawie) – polska filantropka, twórczyni pierwszych na ziemiach polskich funduszy wieczystych.  

## Życiorys
Była dzieckiem Konstantego Kozłowskiego i Józefy z Miecznikowskich. Została ochrzczona w kościele w Cieksynie. Rodzice nie byli zamożni.
W 1816 w Szwelicach Tekla Kozłowska poślubiła ziemianina Wincentego Rapackiego. W 1830 małżonkowie zakupili folwark w Brańszczyku obejmujący ziemie sięgające od Jaszczułt aż po Tuchlin. W 1830 w Brańszczyku urodziła się jedyna córka Rapackich, Konstancja. W 1833 Tekla Rapacka przeznaczyła fundusze na budowę kościoła parafialnego w Brańszczyku. Stary drewniany spalił się 2 lata wcześniej. W 1840 Rapacka ufundowała obraz Matki Boskiej Częstochowskiej, który do dziś znajduje się w ołtarzu głównym w kościele. W 1848 córka Rapackich ofiarowała parafii relikwiarz wszystkich świętych, który otrzymała podczas osobistej audiencji u papieża Piusa IX w czasie pielgrzymki do Rzymu. Pracowitością i zapobiegliwością Rapaccy dorobili się w Brańszczyku znacznego majątku.
W 1837 Rapaccy wydali córkę za Józefa Modlińskiego. W 1843 Józef zmarł bezdzietnie, a w 1850 Konstancja wyszła za mąż za Stanisława Ksawerego Aleksandra Deskura, majętnego ziemianina. To małżeństwo również było bezdzietne. W tym czasie Rapaccy mieszkali w Brańszczyku.
W czasie powstania styczniowego Rapacka uciekła z córką do Warszawy. Mieszkały wówczas, podobnie jak podczas wcześniejszych pobytów w Warszawie, w domu przy ul. Oboźnej 7 (numer hipoteczny 2766C, dziś Oboźna 8). Kamienicę postawiono w 1852. Dziś znajdują się tu Wydział Polonistyki Uniwersytetu Warszawskiego, Instytut Studiów Iberyjskich i Iberoamerykańskich oraz Instytuty Italianistyki i Romanistyki Uniwersytetu Warszawskiego.
Kiedy w 1852 w parafii Borzęcin spaliła się świątynia, Tekla Rapacka namówiła męża, by sfinansować budowę nowego kościoła. Fundusze na budowę przekazała też jej córka. Wyposażenie ufundowały obie. Tu złożono sprowadzone z Powązek zwłoki męża Tekli Rapackiej, który zmarł w 1853. W 1865 Rapacka oddała w dzierżawę dobra w Brańszczyku. Podobnie mogło być z dobrami Borzęcin.
Po śmierci męża Rapacka zamieszkała razem z córką w jej domu w Warszawie przy ul. Oboźnej 1. W 1874 Konstancja Deskur odziedziczyła majątek po zmarłym mężu. W 1879 zmarła. Pozostawiła matce m.in. dobra Ożarów pod Warszawą. Rapacka dysponowała dochodami z Brańszczyka oraz kapitałem w wysokości ok. 280 tys. rubli. Doprowadziła do zgodnego podziału majątku córki. Niedługo po jej śmierci postanowiła sprzedać majątek w Ożarowie. W dniu 25 listopada 1879 dobra o łącznej powierzchni 1800 morgów wraz z zabudowaniami oraz żywym i martwym inwentarzem przejął Władysław Edward Kronenberg, syn Leopolda Kronenberga. Uzyskany ze sprzedaży kapitał w wysokości 195 tys. rubli Rapacka przeznaczyła:
- 49 tys. rubli na kapitał wieczysty, od którego procent ma być używanym na wsparcia dla rodzin, których dzieci uczęszczają do średnich zakładów naukowych, tudzież do szkół, gdzie obok innych wiadomości wykładane są dzieciom rzemiosła
- 15 tys. rubli na Kuchnie Tanie, w tym 10 tys. na fundusz dla zakładów tego rodzaju już istniejących oraz 5 tys. rubli na założenie nowej Taniej Kuchni dla młodzieży poświęcającej się naukom
- 18 tys. rubli na kapitał wieczysty dla zakładów sierot i starców, tudzież na Ochrony oraz 5 tys. rubli na kapitał, od którego procent ma być używany na wspieranie zasłużonych dozorczyń ochron
- 3 tys. rubli na kapitał wieczysty dla Muzeum Przemysłowego
- 13,5 tys. rubli na kapitał wiecz., od którego procent ma być używanym na wspieranie nędzy rzeczywistej
- 10,5 tys. rubli na fundusz wiecz.[ysty] dla Przytułku paralityków i 14 tys. rubli na dobudowanie dla nich pomieszczeń nowych
- 9 tys. rubli na fundusz wiecz.[ysty] dla Instytutu Głuchoniemych i Ociemniałych oraz jednorazowo 4 tys. rubli dla tego zakładu[2] przy ul. Piwnej w Warszawie[7]
- 4 tys. rubli na fundusz wiecz.[ysty] dla tworzącego się Towarzystwa Kasy Przezorności i Pomocy Nauczycieli i Nauczycielek prywatnych (do momentu zawiązania towarzystwa procent był przeznaczany na wspieranie niemogących podjąć pracy nauczycieli i nauczycielek)
- 2 tys. rubli na fundusz wiecz.[ysty] dla tworzącego się Towarzystwa Kasy Przezorności i Pomocy Szwaczek (z podobnym zastrzeżeniem jak w przypadku nauczycieli i nauczycielek)
- 4 tys. rubli na rozszerzenie budowli Szkoły Ogrodniczej
- 1 tys. rubli na fundusz wiecz.[ysty] dla Przytuliska
- 6 tys. rubli na fundusz wiecz.[ysty] dla instytucyi jałmużniczej przy kościele Św. Kazimierza na Nowem Mieście
- 21 tys. rubli na Dom Schronienia Starców i Sług Św. Ducha i Panny Maryi na Nowem Mieście
- 6 tys. rubli na Szpital Dzienny
- 6 tys. rubli na Towarzystwo Osad Rolnych i Przytułków Rzemieślniczych
- 4,5 tys. rubli dla Przytułku Starców i Sierot wyznania Ewangelickiego i Mojżeszowego
- 2 tys. rubli dla Instytutu Moralnej Poprawy dzieci w Mokotowie
- 3 tys. rubli na Szpital dla chorych płucowych w Mieni[2].

W 1880 ze sprzedaży dóbr w Brańszczyku, której dokonała w 1897 i za którą otrzymała 82 300 rubli, postanowiła sfinansować rozszerzenie obecnego lub wybudowanie nowego kościoła dla parafii św. Barbary w Warszawie. Zastrzegła, że raty z Brańszczyka odbierała osoba przez nią wskazana, która przyrzekła doprowadzić do końca budowę kościoła. Egzekutorem został Ludwik Górski. Rapacka przekazała też pieniądze na dokończenie kościoła Wszystkich Świętych na Grzybowie w Warszawie. Zastrzegła, by nowy nabywca Brańszczyka, wieloletni jego dzierżawca Adolf Rudzki, wystawił na pamiątkę dawnej właścicielki 3 krzyże przy drogach wjazdowych do Brańszczyka. Miały strzec miejscowości od zła i kataklizmów.
Gdy o jej donacjach zrobiło się głośno, zgłaszali się do niej filantropi, którzy chcieli przekazać pieniądze na szczytny cel, ale nie wiedzieli, jak umiejętnie to zrobić.
Tekla Rapacka dzieliła się pieniędzmi z osobami z rodziny. Resztę majątku przeznaczyła na cele publiczne. Sprzedała dwa swoje domy w Warszawie. W testamencie podzieliła majątek między rodzinę, a większość zapisała na następujące cele:
- 6 tys. rubli na Zakład dla kobiet, potrzebujących przytułku
- 5 tys. rubli na Kasę pożyczkową dla rzemieślników i wyrobników
- 10 tys. rubli na fundusz wieczysty dla tworzącego się Towarzystwa opieki nad dziećmi
- 5 tys. rubli dla takiegoż Towarzystwa pomocy dla sług (póki te dwa towarzystwa nie powstały, funduszami miało zarządzać Towarzystwo Dobroczynności)
- 5 tys. rubli na Przytułek dla nauczycielek, obecnie przy ulicy Żórawiej istniejący[2][16].

Pozostałe kilkadziesiąt tysięcy rubli przeznaczyła na rozpowszechnianie książek przyrodnicznych. W celu dystrybucji publikacji w Towarzystwie Dobroczynności, z inicjatywy Rapackiej, powstał specjalny komitet. Za życia rozdała powozy, konie i inne dobra. Ufundowała publiczną kuchnię oraz osadę rolniczo-rzemieślniczą dla małoletnich przestępców w Studzieńcu, przekazała dzieła sztuki, z których dochód zasilił budowę Zachęty.
Powszechna była opinia, że Tekla Rapacka była osobą tak niepospolicie zacną, że stawioną być tylko może jako ideał. Sławę, której nie pragnęła bynajmniej, ani się o nią nie starała, dała jej prawdziwa, szczera i gorąca filantropia, nie systematyczna i w jakąś stałą ujęta formę, ale doraźna, z popędów serca płynąca i tem właśnie donioślejsza w błogosławionych swoich skutkach. (...) Spełniała cnotę dla cnoty samej, dla rozkoszy moralnej, jakiej ona jest źródłem, nie zaś dla rozgłosu i zadowolenia miłości własnej. (...) Działalność jej była szczera, naturalna, daleka od fałszywej skromności, zarówno jak od pragnienia rozgłosu.
Opis jej działań i pośmiertne wspomnienia ukazały się we wszystkich gazetach i czasopismach warszawskich. Na łamach „Bluszczu” uhonorowała ją poetka Maria Ilnicka, a wykonawca testamentu Rajmund Wierzchlejski napisał kilka tekstów. Pogrzeb odbył się 16 stycznia 1883. Kondukt żałobny wyruszył z Kościoła Świętego Krzyża i dotarł do rogatek na Woli. Rapacka spoczęła w Borzęcinie. 
Po latach wróciła sprawa jej zapisów testamentowych, ponieważ nieruchomości, na których była zabezpieczona część majątku, zostały sprzedane, a egzekutor popełnił samobójstwo.

## Upamiętnienie
Postać Tekli Rapackiej pojawia się w książce Sylwii Zientek Hotel Varsovie. Klątwa lutnisty (2017). 
Jedna z ulic Borzęcinie Dużym została nazwana jej imieniem.  